# Токарно-лобовий верстат
Токарно-лобові верстати відносяться до токарної групи верстатів. Використовуються для обробки заготовок, у яких діаметр значно перевищує довжину, наприклад для виготовлення шківів, маховиків, зубчастих коліс. Лобові верстати використовуються в одиничному виробництві та в ремонтних майстернях. На відміну від токарно-гвинторізних верстатів у них відсутня задня бабка, і планшайба, встановлена на шпинделі. Має великий діаметр (до 4 м).
Лобові верстати використовуються рідко, тому що точність обробки на них невисока, так як шпиндель згинається під вагою планшайби та заготовки важко встановлювати, закріплювати, вивіряти — все це знижує продуктивність праці. В наш час[коли?] лобові верстати замінені на досконаліші карусельні верстатами.